# رالف فرايبيرج
رالف فرايبيرج هو صحفي وسياسي فنلندي، ولد في 17 أبريل 1936. نشط حزبياً في الحزب الاشتراكي الديمقراطي الفنلندي. في 2012 Raseborg municipal election ‏، انتخب عضو مجلس بلدية ‏ وانتخب عضو برلمان فنلندا ‏.